# Kihagara
Kihagara ist ein Verwaltungsbezirk (Ward) des Distrikts Nyasa in der tansanischen Region Ruvuma.

## Geografie
Kihagara liegt im Südwesten von Tansania am Malawisee. Das Gebiet steigt vom Seeufer steil 100 Höhenmeter zum besiedelten Gebiet auf rund 550 Meter an. Im Nordosten folgt ein weiterer steiler Anstieg auf über 1000 Meter. Der Bezirk grenzt im Norden an Liwundi, im Osten an Langiro und Kipapa des Distrikts Mbinga, im Süden an Liuli und im Westen an den Malawisee. Bei der Volkszählung 2022 lebten 12.140 Menschen in 2923 Haushalten auf einer Fläche von 74 Quadratkilometern.

## Gliederung
Der Bezirk besteht aus fünf Gemeinden (Mtaa) mit 24 Orten (Kitongoji):
| Kihagara - Njambe - CAMP - Kihagara Kati - Katoliki - Mawindi - Kihagara | Mango - Mawono - Mapinduzi - Kindili - Mwongozi | Tumbi - Lushoto A - Lushoto B - Tumbi - Chiwanda - Nsepela | Songambele - Songambele - Mtakuja - Yungo - Mibula | Ngehe - Yungu - Raha Leo - Ngehe - Mbuchi A - Mbuchi B |

## Infrastruktur
- Bildung: Die einzige weiterbildende Schule des Bezirks ist die Mango Secondary School.[7] Sie ist eine Tagesschule, die Jugendliche bis zur 4. Stufe ausbildet.[8]
- Gesundheit: In der Gemeinde Kihagara befindet sich ein öffentliches Gesundheitszentrum,[9] in Mango eine private[10] und in Tumbi eine staatliche Apotheke.[11]